# Ellsworth, New Hampshire
Ellsworth är en kommun (town) i Grafton County är en New Hampshire, USA med 83 invånare (2010). 